# チンプイ
『チンプイ』は、藤子・F・不二雄のSF生活ギャグ漫画、およびそれを原作としたアニメ作品、および作中に登場する地球のネズミに似た宇宙人の名前。

## 沿革
- 1985年6月 - 藤子不二雄漫画全集『藤子不二雄ランド』（中央公論社）のVol.50から巻末漫画として連載開始。同年11月から、単行本『チンプイ』がF.F.ランド・スペシャルとして中央公論社より刊行開始。
- 1989年11月 - テレビ朝日系列にて、テレビアニメ『チンプイ』放送開始。
- 1991年2月 - 『藤子不二雄ランド』最終巻Vol.301にて、6年間にわたる連載終了。連載最終回では「単行本第5巻（最終巻）は書き下ろしの2話を加えて発行予定」との欄外表記があり、ストーリーとしては完結しなかった。
- 1991年4月 - テレビ朝日系列のテレビアニメ『チンプイ』放送終了。
- 1996年9月23日 - 単行本第5巻が未刊行のまま、作者死去。本作は未完に終わった。
- 1997年4月 - 連載全話を収録した[注釈 2]新装版単行本『チンプイ 完全版』（全4巻）がF.F.ランド・スペシャルとして中央公論社より刊行される。
- 2010年6月25日 - 小学館が「藤子・F・不二雄大全集」第2期ラインナップを発表、本作もその1つに名を連ねた[1]。藤子・F・不二雄大全集『チンプイ』として、2011年2月に第1巻、同年5月に第2巻が刊行された。
- 2014年9月3日 - 藤子・F・不二雄ミュージアムで上映される短編映画として24年ぶりにアニメ化。
- 2017年11月 - 小学館のてんとう虫コミックスで新装版の刊行を開始、2018年2月までに全4巻が刊行された。

## あらすじ
普通の小学生の女の子・春日エリは地球から35光年離れたマール星の王子・ルルロフ殿下のお妃に突然選ばれる。エリはクラスメートの内木に心惹かれていることもあって必死に結婚を拒否するが、マール星からエリを説得するためにやってきたマール星人のチンプイはエリのことが気に入り、家に居候として住み着く。マール星は高度に科学が発達した星で、科法（かほう）と呼ばれる、魔法のような不思議な力を使うことができる。一方でマール星からはさらにエリを説得するため、エリのファンなどで変な宇宙人がエリのもとにやってきて騒動を起こすようになる。

## 未完状態と結末について
作者の死去により、本作は未完に終わっているので、「エリはルルロフ殿下と結ばれるのか？ また内木との関係はどうなるのか？」「ルルロフ殿下の顔を含めた正体」の謎は結局明かされずじまいとなっている。原作第52話『エリさま記憶そう失!?』・アニメ第40回Bパート『お姉さんがやってきた』で、未来のエリが「妃殿下」として現在の地球に里帰りしているが、これが現在に依る姿なのか、パラレルワールドに依る姿なのかは不明である。
アニメ第25回Bパート『見てしまった結婚式』ではルルロフ殿下からのプレゼントである占い水晶玉を使って未来のエリの結婚式を見るシーンがあるが、そこにはエリとルルロフ殿下と思われる人物との挙式が映っていた。ショックを受けるエリに対して「未来が変わることだって絶対ないとは言えない」とチンプイが慰めている。その際にチンプイは占い水晶玉という名前ではあるが実際には一種のタイムマシンであって当たる当たらないの占いではないと説明している。
アニメ第26回Aパート『あの子はだあれ？』ではエリの子を名乗る少年が登場する。風貌は地球人というよりはムニルやキキのようなマール星人に近くテレポーテーションやタイムホール、タイムマシンなどを使用するが、「マール星から来たんでしょ？」とのエリの質問にはお茶を濁し答えなかった。チンプイも「いったいあんた誰？」と聞いていることからエリの子との面識はない様子で、本人の説明によりエリの子であることは判明したが誰との間の子なのかについては明かされなかった(エンドロールではエリの子とのみ表記)。
アニメ第33回Bパート『ベビーシッターエリちゃん』では赤ちゃんのお世話がしたいと言い出すエリにワンダユウとチンプイがどこかから赤ちゃんを連れてくる。「どこから連れてきたの？」とのエリの問いにチンプイは笑ってごまかしており、ワンダユウも「ご両親はご承知です」とはっきり言わないが、物語終盤のチンプイとワンダユウの会話の中でこの赤ちゃんがエリとルルロフ殿下との間に生まれた子(王子)でありタイムマシンで連れてきたことが明らかとなる（このことはエリには知らされなかった）。また、同放送回のエンドロールでは赤ん坊とだけ表記され名前は明かされなかった。
アニメ第40回Bパート『お姉さんがやってきた』ではエリの姉であるマリが突然帰ってくるという急展開となるが、全く姉の記憶がないエリは戸惑いながらもマリと一緒に過ごす間に少しずつ姉の存在を受け入れ心を開いていく。一方、同様に姉の存在を知らなかったワンダユウとチンプイがマール星にどうやってその旨を伝えようかと途方に暮れていたところ未来からタイムマシンでワンダユウが現れ、妃殿下(未来のエリ)が少女時代の地球に里帰りしたいとの希望があったが現在の家族が混乱するためマリという姉の記憶を科法で作り出したという経緯であったことが判明する。その後マリに変装していた未来のエリが元の姿に戻る演出があるが、それはまさに妃殿下にふさわしいと言うべき姿であった。
アニメ第56回（最終回）Bパート『はじめまして、ルルロフです』では、原作に無いオリジナルの展開であるルルロフ殿下がエリおよび内木と友人になるというラストが採用された。この時にもルルロフ殿下は顔を見せていないため、その正体は謎のままである。なお、『アニメージュ』1991年6月号のチンプイ特集では、「ルルロフ殿下＝内木」という説が紹介されている。
元中央公論社社長で藤子不二雄ランド編集長だった嶋中行雄は藤子・F・不二雄大全集に収録されているコメントにて、藤本存命中に嶋中が結末について尋ねると「アニメ（映画）の中で結論じみたことは出している」と回答されたと語っている。同じく、アニメ版の監督を務めた本郷みつるは藤本から直接結末を聞いたものの、見事にその部分の記憶が欠落しており、「自分が考えていた幾多のパターンのひとつであったような気がする」「結末自体は話をきいて納得がいくものであった」と語っている。

## タイトル
前述の嶋中行雄によると、タイトルは、「チチンプイプイのチンプイです」とまでは藤子・F・不二雄は説明しなかった、とのこと。

## キャラクター

### 主要人物
春日 エリ（かすが エリ）
声 - 林原めぐみ、潘めぐみ（『エリさまのグッドラック』のみ）
本作の主人公。かえでヶ丘小学校6年生、12歳。春日家の一人娘。アニメ版の住所は東京都杉並区かえでヶ丘3-29-2。
明るくて、オテンバで、おっちょこちょいな女の子。毎日のように学校に遅刻するだらしない性格に加え、学校の成績はあまり良くなく、歌を歌うことや料理も苦手だが友達の悩みや相談に乗るなど優しい心を持つ。苦手な食べ物はニンジンとピーマン（ニンジン嫌いは後に克服）。
自分がなぜお妃候補に選ばれたのか分からないまま、チンプイを居候させる。それ以来、様々なマール星人に振り回されているが、他の星から地球へやってきてお金に困った宇宙人に自分の財産をあげるなど、他人を思いやる行為でお妃候補にふさわしい一面を持っている。
最初こそは自身がお妃候補に選ばれた事については完全に否定的だったが、話が進むにつれてワンダユウに「妃殿下」と呼ばれて思わず返事をしてしまったり、夢の中とはいえ自分の事を「未来の王妃」と言ってしまったり、一時的にお妃候補から外されて落ち込んでいたりと満更でもない様子を見せるようになり、後期にはルルロフ殿下の顔を見ようとしたり、バレンタインでは彼の分のチョコを作るなど、着実に距離が縮まっていった。
『大長編ドラえもん のび太の日本誕生』に登場するククル（のちのウンバホ）の子孫でもある。
チンプイ
声 - 堀絢子、久野美咲（『エリさまのグッドラック』のみ）
ネズミのようなマール星人。エリを説得するためにやって来たが、エリのことが気に入り居候している。エリがルルロフ殿下と無理やり結婚させられることには同情的で、エリが納得して、マール星に行くことを望んでいる。
年齢は不明だが、ワンダユウやマジローからは、しばしば子供扱いされている。ワンダユウがマール星人特有の美的感覚やセンスを持っているのに対して、チンプイの美的感覚やその他のセンスは地球人のそれと近い。口癖は「ちんぷいかんぷい」「しらんぷい」
マール星のスパロニに味が似ていることから地球のラーメンが大好物。マール星でジャラシーに追いかけられたことによるトラウマで、それにそっくりな地球の猫が大の苦手。
1989年12月29日に放映された『ドラえもん』とカップリングの特番「藤子・F・不二雄スペシャル ドラえもん チンプイ」に挿入されたブリッジアニメにおいて、ドラえもんとチンプイが出会って、お互いが苦手であることに気づいて逃げ出す、という描写があった。
ワンダユウ
声 - 八奈見乗児、山寺宏一（『エリさまのグッドラック』のみ）
犬のような姿をした、マール星人の老人。王室に勤めながら、エリと殿下の婚約の説得をするためにマール星と地球を行き来する生活をしている。エリを無理やりマール星に行かせようとしたり、策を企てて殿下を好きにならせようとして反感を買うことが多い。
くす玉を割るのが好きで、ことあるごとにエリの部屋でくす玉を割っており、エリの部屋にママが掃除に来た時、くす玉を割って紙テープと紙ふぶきでエリのママを生き埋めにしてしまったことがある。また、非常に涙もろい。
内木 一郎（うちき いちろう）
声 - 佐々木望、山本和臣（『エリ様 愛のプレゼント大作戦』のみ）、伊瀬茉莉也（『エリさまのグッドラック』のみ）
エリのボーイフレンドで片思い相手。エリとは小学3年生の時に友達になった。
頭脳明晰で成績優秀。正義感も強く、曲がったことが嫌いであるが運動神経は悪い。将来、宇宙飛行士になるのが夢。
アニメでの名前は翔（しょう）。
春日 百合（かすが ゆり）
声 - 鈴木弘子、日笠陽子（『エリさまのグッドラック』のみ）
エリの母。専業主婦。楽天的な性格で思いこみが激しく、利己的な所がある。動物嫌いだが、マール星人のことは、喋るぬいぐるみだと思いこんでいるため、同居しても気にしていない。
エリのことを愛していないわけではないものの、頭ごなしに叱りつけたり、毎日のように大量のお手伝いを申し付けてそれによりエリの友達との約束をキャンセルさせるなど奴隷のようにこき使ったり、エリに少ししかお小遣いをあげなかったりする。エリは「ママみたいな大人にはならない」と決意を語るが、その反発心とは裏腹に容姿も性格も完璧なほど遺伝している。子供の頃の学校の成績は、エリ同様あまり良くない。夫ののどかも尻に敷いているが、自身が株に失敗し大損した際には普段と力関係が逆転しのどかに気圧されている。ワンダユウから「春日公爵夫人」と呼ばれている。
春日 のどか（かすが のどか）
声 - 津村鷹志
エリの父。商事会社に勤務。役職は課長。のんびり屋で小太りの標準的なサラリーマン。運動神経が悪く、自動車免許の実技試験に何度も落ちた末に免許取得。妻の百合とは対照的にエリには甘いが、自身は百合の尻に敷かれている。百合が株に失敗し大損した際には、普段とは立場が逆転し百合を叱責している。マール星より公爵の爵位を受けて以来、ワンダユウからは「春日公爵殿下」と呼ばれている。また、マール星では妻の百合共々「春日公爵夫妻」と呼ばれ、本人たちの知らない所で慈善団体の名誉職に就任する等、神格化されている。
小金山 スネ美（こがねやま スネみ）
声 - 梨羽侑里
エリのクラスメイト。家柄は明治維新の時に男爵の称号をおくられた元華族の大金持ちである。
自慢話が大好きでエリ相手によく自慢している。内木のことが好きなため、エリとは恋のライバルでもある。
大江山 政男（おおえやま まさお）
声 - 中村大樹
エリのクラスメイト。クラスのガキ大将であり、エリのスカートをめくったり、内木に意地悪したりしているが、密かにエリに好意を寄せている。ワンダユウとはお互いの利害が一致している（エリと内木の距離を縮めさせたくない）事もあって、彼の企みに乗って何度か共闘している。先祖は平家。
木常 コン三郎（こづね コンさぶろう）
声 - 金丸淳一、坂本雅文
エリのクラスメイト。大江山の腰巾着でキツネ顔。大江山と一緒に行動することが多く、彼とつるんでエリのスカートをめくったり内木をいじめている。ただし、テストにてズルをした大江山を皆と一緒になって責めている場面もあり、完全に彼に従っているわけでもない様子。
アニメでの名前は小山政夫（こやま まさお）で、通称小政（こまさ）。先祖が清和源氏。
藤野 ほたる（ふじの ほたる）
声 - 深雪さなえ
アニメオリジナルキャラクター。エリの友達。ロングヘアでおっとりとした少々天然ボケな女の子。一度、ワンダユウの企みでエリに代わってルルロフ殿下のお妃候補にされた事があり、本人もその時は乗り気だった。アニメ後期からは登場頻度が高くなった。先祖が藤原氏。
秦 さやか（はた さやか）
声 - 伊藤美紀
エリの友達。ショートヘアで活発、言いたいことをはっきりと言うボーイッシュな女の子。スカートはあまり履かず、ジーンズを履いている。一度、内木と赤い糸で結ばれた（ワンダユウの策略）が現在解消されている。先祖が秦氏。
マリ
声 - 川村万梨阿
エリの姉。国際結婚してイセルーマという国に住んでおり、結婚して4年ぶりに帰省した。イセルーマについてはマリによるとルーマニアの上の方(北ではない)にあり、小さいけど美しい豊かな国らしい。エリが8歳の頃まで一緒に暮らしており、その頃は現在のエリの部屋を共有して使っていた。幼稚園の時にパパに背を測ってもらって付けたドアの傷や小学2年生の時に窓のサッシに書いたスズメの落書きなどエリの部屋を懐かしむ描写がある。エリの姉というのは科法で作り出した偽の記憶でその正体は妃殿下となった未来のエリであった。

### マール星人
「科法××（科法の名前）○○（自分の名前）!」と唱えることで様々な科法を使うことができる。その地球の動物に似た外見から、マール星人の中にも多くの種がいることがわかる。
ルルロフ殿下
声 - 菊池正美
マール星のレピトルボルグ王家の第1王子。ムニルの従伯父。王室典範の規定により、婚約するまではエリに顔を見せることが禁止されている。頭がよく、スポーツ万能で顔も標準以上らしい。最後まで顔は明かされなかったが地球人型の宇宙人のようである。アニメでは、内木君の体を借りてエリに近づき会話し友人になった。
エリの子
声 - 鈴木みえ（現・一龍斎貞友）
エリとルルロフの子。本名は明かされておらず、アニメでは登場回エンディングに「エリの子」と表示され、漫画では一度だけ「王子さま」と呼ばれていた。タイムマシンを使って小学生時代のエリの元へ自ら訪れたり、ワンダユウに連れられて訪れたりした。
フクワウチ
声 - 緒方賢一
マメのようなマール星人。マール星の財務長官。マール星でのエリ関連商品の莫大な版権収入が、エリへの蓄財批判につながることを恐れ、高額商品の購入をエリに薦めることもある。
アンリマ
声 - 麻上洋子
アリ型のマール星人。「空間転換機」を持ち歩いているセールスマン。既婚者で子供がいる。
アポロフ殿下
声 - 森川智之
ルルロフ殿下のいとこ。妻帯者でありながら、いつも女の子を口説いており、ワンダユウからは「女ったらし」と称される。地球へ向かう途中のソーダ星で知り合ったシルビアと電撃結婚をした。
オータン
声 - 野本礼三
オランウータン型マール星人。マール星のベテランカメラマン。エリの水着写真を撮影するために地球へやってきた。
カイザー
声 - 山本圭子
ペンギン型マール星人。マール星を代表する観光地のホテルの支配人。ライバルであるトーリーと営業合戦をしている。
ムニル
声 - 草尾毅
ルルロフ殿下の従甥。14歳。キキの夫。新婚旅行中に地球にやってきてエリのもとに来る。星々の文化の歴史を研究している。テレポーテーションが得意。
キキ
声 - 西原久美子
ムニルの妻。11歳。マール星から3光年離れた星の人。蝶のような髪型で、おっとりとした性格の女の子。新婚旅行中に地球へやってきてエリのもとに来る。
クリッケ
声 - 鈴木みえ（現・一龍斎貞友）
キリギリス型マール星人。マール星式典部長。
ご隠居
声 - 永井一郎
ルルロフ殿下の父方の祖父。ワンダユウにはとても厳しいが、優しいおじいちゃん。
コビウリ
声 - 富山敬
リスザル型マール星人。エリの伝記映画の助監督。せっかちでそそっかしいところがあり、いつもピルーカス監督に怒鳴られている。『2112年 ドラえもん誕生』にも登場している。
ジャラシー
声 - 玉川紗己子
巨大ネコ型マール星人。チンプイのことが好きでいつも追いかけていた。チンプイが猫嫌いになった原因。名前の由来は「猫じゃらし」から。雷雲を召喚する科法や、マール星の通貨を地球の通貨に換金する科法が使える。
スベルスキー
声 - 緒方賢一
アザラシ型マール星人。スキー用品店の店主。アニメ版では大阪弁で話し、エリのことをいたく気に入る。
シルビア
声 - 速見圭
アポロフ殿下の妻。アポロフがソーダ星に旅行したときに出会い、彼と電撃結婚をした。
タフソン
声 - 田口昂
アリクイ型マール星人。クールで頼もしい、秘密警護官。
ダルーサ
声 - 鵜飼るみ子
ルルロフ殿下の元お妃候補の女の子。金髪でロングヘアをしている。自信家で気が強くなぜエリがお妃候補に選ばれたのか納得できないでいる。またプライドが高くて他人に命令されるのを嫌う。エリと殿下の婚約を、解消させようと悪だくみしている。相手の唇にチャックを施す科法やペンキを降らせる雲を召喚する科法などが使える。ホロロン（キツネ型マール星人）に化けて悪だくみをしようとしたこともある。
チラチンジャー
声 - 龍田直樹
タヌキ型マール星人。マール星の新聞記者。いつもしつこく取材をしてくる。ワンダユウが「エリが近々殿下と婚約する」というウソを言い、一足早く取材をしようと地球へやってくる。取材中に、自分が乗ってきた宇宙船が大破し、怪我を負ったところ、エリが見つけ自宅に連れて介抱する。エリの優しさにふれ、本当の気持ちを聞く。
デブラ・ムー
声 - 青野武
パンダ型マール星人。マール星が生んだ、宇宙的ファッションデザイナー。いいアイデアを思いつくと体から爆発が起こる。爆発の際には「ドカン!ドカン!」という騒音を発する。彼のセンスはエリをはじめとした地球人のそれとは合致しないことが多い。すごく酒癖が悪く、酒を飲むと人が変わり、からみ上戸になる。
トーリー
声 - 二又一成
フラミンゴ型マール星人。マール星指折りの観光地の支配人。ライバルのカイザーと営業合戦を繰り広げている。
Dr.チョロン
声 - 上田敏也
リス型マール星人。マール星の主治医。真面目で冷静。王室の健康診断を受けさせるため地球へやってくる。
ニンジンスキー
声 - キートン山田
ウマ型マール星人。マール王室の王宮シェフ。エリのニンジン嫌いを直すためにあらゆる料理をエリに出したが、ニンジン嫌いは治らずショックを受け、マール星へ帰っていった（その後克服）。名前の由来はニジンスキーから。
ヌーボ
声 - 銀河万丈
バグ型マール星人。マール王室侍医長。
バブバブ
声 - 山田ふしぎ
テレパシーの能力を持っている「植樹祭」の苗木。
ヒコザーモン
声 - 二見忠男
300歳になる王室のご隠居。外見は地球のパンダに似ている。宇宙船に乗って地球へやってくるが、故障し不時着してしまい、木にひっかかって落ちたところエリに助けられる。お風呂に入れられたり、食事を振る舞うなど、エリの優しさにふれる。
ピヨピヨ
声 - 江森浩子、原えりこ、冬馬由美
ヒヨコ型マール星人。いつも3人で行動している。宇宙の恵まれない星々に寄付している募金会の役員。
ピルーカス
声 - 大塚周夫
カバ型マール星人。宇宙的な映画監督。エリの伝記映画の監督を務める。『2112年ドラえもん誕生』ではドラニコフをスカウトしている。いつもサングラスをかけているが、外すと円らな瞳をしている。
ブルル提督
声 - 辻村真人
犬（ブルドッグ）型マール星人。マール星の無敵戦艦の元提督。
マジロー
声 - 中尾隆聖
アルマジロ型マール星人。マール星のスパイ。物語を進めるにはどんな手段も選ばない。最初はエリとエリの母を仲違いさせるなど策を弄したが、最後は目的の邪魔となるものを爆弾で排除しようとするなど、分裂気質がある。
ムジエム
声 - 飯塚昭三
ライオン型マール星人。マール星のレコード会社の製作部長。120年間音楽業界を生き抜いており、極めて音痴なエリを「逸材」と絶賛した。名前の由来はMGM（レオ・ザ・ライオン）から。
モォーヤ
声 - 巴菁子
メェーヤ
声 - 片岡富枝
ムューヤ
声 - 青木和代
ウシ型マール星人。お妃候補としてふさわしいのか細かくチェックする、家政婦三人組。
リリン
声 - 岡本麻弥
エリの伝記映画でエリ役を務める少女。髪の色（深緑）と声が違う以外はエリにうり二つである。撮影中に、エリと意気投合する。映画で、エリを一生懸命に演じている。また、本物と摩り替わってエリの通っている学校へ行き、さやかやほたると会話をしたり楽しんでいた。とても頑張り屋。家族は両親と弟の4人家族。映画の撮影中に、足の骨を折る怪我をし、降板するがエリが代役を立て、かけつける。
ワケナイ
声 - 千々松幸子
チンプイの幼稚園時代の後輩。見た目はチンプイに似ている。いたずらばかりしている。科法をかけるが元に戻す方法を知らないなど迷惑をかける。

### 地球人
スネ美のママ
声 - 林玉緒→巴菁子
スネ美を学校に外車で迎えられるぐらいお金持ち。スネ美同様、嫌味ったらしい一面を持つ。
秦さん
エリのクラスメイト。先祖は秦の始皇帝らしい。原作のみ登場。エリのことを名字で呼んでおり、親友ほどではない。
内木の母
声 - 佐久間なつみ
内木翔の母。登場回数はかなり少ない。
宇奈木 ヌル夫（うなき ヌルお）
声 - 山口勝平
エリのクラスメイトで、父のミニカーコレクションを引き継ぎ、クラスメイトに見せびらかしたりしている。
宇奈木の姉
声 - 冬馬由美
ミニカー収集をするヌル夫の姉。
みち
声 - 斉藤ひろみ
エリのクラスメイトで、クラスのマドンナ的存在。歌を歌ったり、踊りが上手。学芸会（眠りの森の美女）でオーロラ姫役に選ばれていたが、3日前に盲腸炎になり降板。
日野（ひの）先生
声 - 清川元夢
エリの担任でよく怒る。最近の流行にあまりついていけない。中年の男性教師。
エリの祖父
声 - 宮内幸平
エリの母方の祖父。エリに、食べ物のありがたみを分からせようと戦争時代の話をするが、エリは全く聞く耳を持たなかった。
エリのおじさん
声 - 鈴木清信
お小遣いをたくさんくれる気前のいいおじさん。
クロード沢田（クロードさわだ）
声 - 北村弘一
超売れっ子画家。彼が描いた絵は何億円もするらしい。
篠川キリン（しのかわ キリン）
声 - 鈴木清信
超売れっ子カメラマン。スネ美の父の知り合いらしい。
マイケルマラソン
声 - 中原茂
日本公演のために来日したミュージシャン。気まぐれな性格でコンサートの前にこっそり事務所を抜け出す奇癖がある。その後、エリの部屋でコンサートを開いた。
三条 久美子（さんじょう くみこ）
声 - 金丸日向子（現・芳野日向子）
美少女ブームを生んだ人気アイドル。通称「ミクミ」。
森尾 行雄（もりお ゆきお）
アマゾン熱帯雨林を捜索中に行方不明になっていたが、バブバブの木の実を食べて生きながらえる。
神界エンジェル（しんかいエンジェル）
声 - 山口奈々
スネ美の父の知り合いの占い師。原作では中年女性だが、アニメでは若く描かれている。原作では「神界先生」。

### その他の宇宙人
ヒンコン
声 - 小関一
マール星の宇宙ヨットにくっついて地球へやってきた、全身毛むくじゃらな宇宙人。貧乏の星「セキヒン星」から出稼ぎ目的でやってくる。星間警備隊に見つかり、連行されそうになったところをエリによって助けられる。エリの家の手伝いをして、恩返しをした。マール星でのエリの財産をセキヒン星に全額寄付され、そのことに恩を感じ、宇宙船に乗せて歓迎しようとした。

### ゲストキャラクター
このほかにも、単行本（完全版）第4巻51話「ヒミツのバードウォッチング」では、 バードマン（パーマン）や、ドビンソン（ドビンソン漂流記）、 デンカ（ウメ星デンカ）といった他の藤子・F作品のキャラクターが登場。ここでデンカの一家は、チンプイと顔見知りであることが判明している。なお、アニメ化されていないエピソードである。
宇宙人の実在を主張するノンフィクション作家が偶然チンプイと出会うが、チンプイを含む余りにもらしくない宇宙人たちにあきれてしまう。

## コミックス

### 現在絶版のもの
- 中公コミックス　F.F.ランド・スペシャル『チンプイ』（全4巻）
  1. 1985年11月29日刊行、ISBN 4-12-410306-9
  2. 1986年5月30日刊行、ISBN 4-12-410309-3
  3. 1988年12月16日刊行、ISBN 4-12-410321-2
  4. 1990年2月28日刊行、ISBN 4-12-410324-7

- 中央公論社　F.F.ランド・スペシャル『完全版　チンプイ』（全4巻）
  1. 1997年4月5日刊行、ISBN 4-12-410463-4
  2. 1997年4月5日刊行、ISBN 4-12-410464-2
  3. 1997年4月25日刊行、ISBN 4-12-410465-0
  4. 1997年4月25日刊行、ISBN 4-12-410466-9

### 現在入手可能のもの
- 小学館　藤子・F・不二雄大全集『チンプイ』（全2巻）
  1. 2011年3月2日刊行、ISBN 978-4-09-143452-4
  2. 2011年5月30日刊行、ISBN 978-4-09-143462-3

- てんとう虫コミックス『チンプイ』新装版（全4巻） 
  1. 2017年12月3日刊行、ISBN 978-4-09-142628-4
  2. 2018年1月1日刊行、ISBN 978-4-09-142629-1
  3. 2018年1月31日刊行、ISBN 978-4-09-142630-7
  4. 2018年3月5日刊行、ISBN 978-4-09-142635-2

### 各話リスト
| 話数 | サブタイトル                     | 掲載誌                                                          | 発行日         |
| ---- | -------------------------------- | --------------------------------------------------------------- | -------------- |
| 1    | エリさま、おめでとう             | 藤子不二雄ランド ドラえもん 第13巻                              | 1985年6月14日  |
| 2    | おもちゃもラーメンを食べる       | 藤子不二雄ランド まんが道 第13巻                                | 1985年6月28日  |
| 3    | エリさま、花のように             | 藤子不二雄ランド ドラえもん 第14巻                              | 1985年7月12日  |
| 4    | チンプイつかれはてる             | 藤子不二雄ランド まんが道 第14巻                                | 1985年7月26日  |
| 5    | 御先祖は日本王？                 | 藤子不二雄ランド ドラえもん 第15巻                              | 1985年8月9日   |
| 6    | 科法使いエリさま                 | 藤子不二雄ランド まんが道 第15巻                                | 1985年8月23日  |
| 7    | ワンダユウの陰謀                 | 藤子不二雄ランド ドラえもん 第16巻                              | 1985年9月13日  |
| 8    | 黄金伝説                         | 藤子不二雄ランド まんが道 第16巻                                | 1985年9月27日  |
| 9    | ぬいぐるみにコンピューター       | 藤子不二雄ランド ドラえもん 第17巻                              | 1985年10月11日 |
| 10   | 願いごとかなえ券                 | 藤子不二雄ランド まんが道 第17巻                                | 1985年10月25日 |
| 11   | 宇宙的超一流デザイナー           | 藤子不二雄ランド ドラえもん 第18巻                              | 1985年11月18日 |
| 12   | エリさまが家出をされた           | 藤子不二雄ランド まんが道 第18巻                                | 1985年11月22日 |
| 13   | 立体映像の使い道                 | 藤子不二雄ランド ドラえもん 第19巻                              | 1985年12月6日  |
| 14   | 妃殿下の編み物                   | 藤子不二雄ランド まんが道 第19巻                                | 1985年12月13日 |
| 15   | おそれながら健康診断             | 藤子不二雄ランド ドラえもん 第20巻                              | 1986年1月10日  |
| 16   | 天才画家エリさま                 | 藤子不二雄ランド まんが道 第20巻                                | 1986年1月24日  |
| 17   | どうにもこうにも…                | 藤子不二雄ランド ドラえもん 第21巻                              | 1986年2月14日  |
| 18   | ライバルかんげいします           | 藤子不二雄ランド まんが道 第21巻                                | 1986年2月28日  |
| 19   | 歌っておどって影をふめ！         | 藤子不二雄ランド ドラえもん 第22巻                              | 1986年3月14日  |
| 20   | 危険！！タイムトラベル           | 藤子不二雄ランド まんが道 第22巻                                | 1986年3月28日  |
| 21   | パーピー・ハウス                 | 藤子不二雄ランド ドラえもん 第23巻                              | 1986年4月11日  |
| 22   | ふしぎな温泉旅行                 | 藤子不二雄ランド まんが道 第23巻                                | 1986年4月25日  |
| 23   | ウルトラギャル                   | 藤子不二雄ランド ドラえもん 第24巻                              | 1986年5月9日   |
| 24   | パリのエリおばさま               | 藤子不二雄ランド シルバー・クロス 第4巻                         | 1986年5月23日  |
| 25   | エリさま初レコーディング         | 藤子不二雄ランド ドラえもん 第25巻                              | 1986年6月13日  |
| 26   | ワンダユウの「約そく固めライト」 | 藤子不二雄ランド シルバー・クロス 第5巻                         | 1986年6月27日  |
| 27   | 海中撮影したけれど…              | 藤子不二雄ランド ドラえもん 第26巻                              | 1986年7月11日  |
| 28   | ステキな星に新築計画！？         | 藤子不二雄ランド シルバー・クロス 第6巻                         | 1986年7月25日  |
| 29   | エリ＆チンプイ・カンパニー       | 藤子不二雄ランド ドラえもん第32巻                               | 1987年1月9日   |
| 30   | 科法スキー大作戦                 | 藤子不二雄ランド ドラえもん第33巻                               | 1987年2月13日  |
| 31   | エリちゃんのおしゃぶり探偵       | 藤子不二雄ランド ドラえもん第34巻                               | 1987年3月13日  |
| 32   | 見てしまった結婚式               | 藤子不二雄ランド ドラえもん第35巻                               | 1987年4月10日  |
| 33   | ピヨピヨ募金会名誉総裁に         | 藤子不二雄ランド 映画原作大長編ドラえもん第5巻                  | 1988年7月8日   |
| 34   | マイケルのホームコンサート       | 藤子不二雄ランド 新編集パーマン第11巻                           | 1988年8月12日  |
| 35   | あの子はだあれ？                 | 藤子不二雄ランド 新編集パーマン第12巻                           | 1988年9月9日   |
| 36   | 見つかった宇宙人の秘密基地!?     | 藤子不二雄ランド 映画原作大長編ドラえもん第7巻 のび太と鉄人兵団 | 1988年12月2日  |
| 37   | マールい物こわい！               | 藤子不二雄ランド T・Pぼん第3巻                                  | 1989年2月10日  |
| 38   | 天体観測で見つけたものは         | 藤子不二雄ランド 新オバケのQ太郎第1巻                           | 1989年3月10日  |
| 39   | 殿下に負けないで                 | 藤子不二雄ランド 新オバケのQ太郎第2巻                           | 1989年4月14日  |
| 40   | 小づかい不足の億万長者           | 藤子不二雄ランド 新オバケのQ太郎第3巻                           | 1989年5月12日  |
| 41   | 謎の美少女をさがせ               | 藤子不二雄ランド 新オバケのQ太郎第4巻                           | 1989年6月9日   |
| 42   | エリちゃんのベビーシッター       | 藤子不二雄ランド 新オバケのQ太郎第5巻                           | 1989年7月14日  |
| 43   | 黒い秘密警護官                   | 藤子不二雄ランド 新オバケのQ太郎第6巻                           | 1989年8月11日  |
| 44   | わたしを科法で病気にして！！     | 藤子不二雄ランド 新オバケのQ太郎第7巻                           | 1989年9月8日   |
| 45   | 神界先生のお告げは？             | 藤子不二雄ランド 宙犬トッピ                                     | 1989年11月10日 |
| 46   | わらべ歌の秘宝                   | 藤子不二雄ランド 仮面太郎                                       | 1989年12月1日  |
| 47   | 大江山の悪だくみ                 | 藤子不二雄ランド ドラえもん第41巻                               | 1990年1月19日  |
| 48   | パパ、念願の運転免許             | 藤子不二雄ランド ドラえもん第42巻                               | 1990年2月16日  |
| 49   | おし売りおことわり！！           | 藤子不二雄ランド ドラえもん第43巻                               | 1990年3月16日  |
| 50   | 苦しい断食祭                     | 藤子不二雄ランド 映画原作大長編ドラえもん第9巻 のび太の日本誕生 | 1990年4月3日   |
| 51   | ヒミツのバードウォッチング       | 藤子不二雄ランド ドラえもん第44巻                               | 1990年5月9日   |
| 52   | エリさま記憶そう失！？           | 藤子不二雄ランド ドラえもん第45巻                               | 1990年6月3日   |
| 53   | ボク、バブバブ…                  | 藤子不二雄ランド 中年スーパーマン左江内氏                       | 1990年7月3日   |
| 54   | 貧しくも誇り高く                 | 藤子不二雄ランド バウバウ大臣                                   | 1990年8月3日   |
| 55   | エリさまの絵が１３０億円！       | 藤子不二雄ランド 異色SF短編第2巻 あのバカは荒野をめざす         | 1990年10月3日  |
| 56   | 魅惑のマール料理                 | 藤子不二雄ランド T・Pぼん第4巻                                  | 1990年12月3日  |
| 57   | エリさまは幸運の女神！？         | 藤子不二雄ランド T・Pぼん第5巻                                  | 1991年1月9日   |
| 58   | 遠い思い出                       | 藤子不二雄ランド UTOPIA 最後の世界大戦                          | 1991年2月3日   |

## テレビアニメ
1989年11月2日から1991年4月18日まで、シンエイ動画制作によりテレビ朝日系列にて放送された。毎週木曜日19：30 - 20：00の30分枠に各2話で、全56回・全112話（SPを含めると全57回・全114話）。
テレビ欄における番組名は、『藤子・F・ファンタジー チンプイ』（第1回 - 第48回）『夢冒険! チンプイ』（第49回 - 第56回）だった。
1989年12月29日には『藤子・F・不二雄スペシャル〜ドラえもん＋チンプイ〜』が放送され、ドラえもんとチンプイが競演を果たした。
2016年にはテレ朝チャンネル1の『藤子・F・不二雄ワールド』にて放送され、字幕放送も実施。

### キャスティング
主人公の春日エリ役には『魔神英雄伝ワタル』のヒミコなどで知られる林原めぐみが起用された。林原は起用された当時デビューしてから数年の新人だったが、アニメ業界の活発化と重なっていたため、多忙だったと新装版『チンプイ』刊行記念インタビューの中で振り返っている。
林原は楽しい現場だったとしつつも、録音監督の浦上靖夫から叱られることが多かったと振り返っている。やがて林原は演技を重ねる中で、エリの動きに合わせて声を当てていただけで、周囲のキャラクターとのコミュニケーションが取れていなかったことに気づき、共演者たちと共に過ごす中でキャラクターそのものに見えてくる感覚が次第に芽生えていった。また、林原は一般人にしかすぎないエリには日常的な空気感が必要だということにも気づいたと言い、新装版『チンプイ』刊行記念インタビューでは浦上があきらめずに演出を続けたことに感謝の意を表している。

### スタッフ
- 原作 - 藤子・F・不二雄
- 作画監督[注釈 10] - 堤規至、富永貞義
- 美術監督 - 川井憲
- 撮影監督 - 斎藤秋男
- 録音監督 - 浦上靖夫[8]
- 音楽 - 田中公平
- プロデューサー - 木村純一・小泉美明（テレビ朝日）、亀山泰夫（ASATSU）、別紙壮一・茂木仁史（シンエイ動画）
- チーフディレクター - 本郷みつる
- 制作 - テレビ朝日、ASATSU、シンエイ動画

### 各話スタッフ
- 色指定 - 野中幸子、代田千秋、甲田暁美、本田春美、枝光敦子
- 特殊効果 - 土井通明、村上正博
- 背景 - アトリエローク
- 撮影 - 旭プロダクション
- 効果 - 松田昭彦（フィズサウンドクリエイション）
- スタジオ - APUスタジオ
- 整音 - 柴田信弘
- 録音制作 - オーディオプランニングユー
- 編集 - 岡安肇 / 小島俊彦、中葉由美子、村井秀明、川崎晃洋
- タイトル - 道川昭
- 現像 - 東京現像所
- シリーズ構成 - 桶谷顕
- 広報担当 - 圓尾佳則→森田兆基（テレビ朝日）
- 制作進行 - 大澤正享、斎藤敦、坂部久明、星野達也、水島努、吉田明広、根岸宏樹、市野文隆、魁生聡、川上昌枝
- 制作デスク - 山川順一

### 主題歌
オープニングテーマ - 「お願い・チンプイ」
作詞 - 岩室先子 / 作曲 - 池毅 / 編曲 - 山本健司 / 歌 - 内田順子（レーベル - 日本コロムビア）
2分縮小後は、短縮バージョンで放送。現在再放送で使用されているものは、すべて短縮バージョンである。
エンディングテーマ - 「シンデレラなんかになりたくない」
作詞 - 岩室先子 / 作曲 - 池毅 / 編曲 - 山本健司 / 歌 - 林原めぐみ & 斉藤小百合（レーベル - 日本コロムビア）

### 各話リスト
各回につき、上段が前半：Aパート、下段が後半：Bパートである。なお、1回につき1タイトルの場合は、Aパートに前編、Bパートに後編と分けて放送していた。
| 回数 | サブタイトル                 | 脚本       | コンテ              | 演出       | 作画監督 | 放送日         |
| ---- | ---------------------------- | ---------- | ------------------- | ---------- | -------- | -------------- |
| 1    | エリさま、おめでとう         | 桶谷顕     | 本郷みつる          | 本郷みつる | 富永貞義 | 1989年 11月2日 |
| 1    | おもちゃもラーメンを食べる   | もとひら了 | 本郷みつる          | 本郷みつる | 堤規至   | 1989年 11月2日 |
| 2    | エリさま、花のように         | 水出弘一   | 高柳哲司            | 高柳哲司   | 高倉佳彦 | 11月9日        |
| 2    | 御先祖は日本王?              | 桶谷顕     | 高柳哲司            | 高柳哲司   | 堤規至   | 11月9日        |
| 3    | チンプイ疲れはてる           | 城山昇     | 貞光紳也            | 荒川真嗣   | 川崎逸朗 | 11月16日       |
| 3    | 科法使いエリさま             | もとひら了 | 高柳哲司            | 高柳哲司   | 富永貞義 | 11月16日       |
| 4    | ワンダユウの陰謀             | 水出弘一   | 安藤敏彦            | 安藤敏彦   | 高倉佳彦 | 11月23日       |
| 4    | シースルーシール             | 桶谷顕     | 安藤敏彦            | 安藤敏彦   | 富永貞義 | 11月23日       |
| 5    | 黄金伝説                     | 城山昇     | いわみみか          | 高柳哲司   | 堤規至   | 11月30日       |
| 5    | エリさまベーカリー           | もとひら了 | 高柳哲司            | 高柳哲司   | 堤規至   | 11月30日       |
| 6    | ぬいぐるみにコンピューター   | 西村昌子   | 原恵一              | 安藤敏彦   | 高倉佳彦 | 12月14日       |
| 6    | エリさまが主役だ!            | 志村多穂   | 安藤敏彦            | 安藤敏彦   | 富永貞義 | 12月14日       |
| 7    | エリさまが家出をされた       | 桶谷顕     | 本郷みつる          | 高柳哲司   | 堤規至   | 12月21日       |
| 7    | おかしなクリスマス           | 城山昇     | 原恵一              | 高柳哲司   | 富永貞義 | 12月21日       |
| SP   | 宇宙的超一流デザイナー       | 志村多穂   | 安藤敏彦            | 安藤敏彦   | 堤規至   | 12月29日       |
| SP   | エリさまはキョーボー?        | 桶谷顕     | 安藤敏彦            | 安藤敏彦   | 堤規至   | 12月29日       |
| 8    | 願いごとかなえ券             | 志村多穂   | 茂木智里            | 伊吹ひろみ | 川崎逸朗 | 1990年 1月11日 |
| 8    | マフラーは誰のもの           | 桶谷顕     | 荒川真嗣            | 荒川真嗣   | 川崎逸朗 | 1990年 1月11日 |
| 9    | 立体映像の使いみち           | 城山昇     | 青山弘              | 高柳哲司   | 高倉佳彦 | 1月18日        |
| 9    | 夢で会いましょう             | もとひら了 | 高柳哲司            | 高柳哲司   | 堤規至   | 1月18日        |
| 10   | 天才画家エリさま             | 西村昌子   | 荒川真嗣            | 荒川真嗣   | 川崎逸朗 | 1月25日        |
| 10   | マジローの逆襲?              | 志村多穂   | 高柳哲司            | 伊吹ひろみ | 黄瀬和哉 | 1月25日        |
| 11   | 男の子になりたい             | 城山昇     | 安藤敏彦            | 安藤敏彦   | 堤規至   | 2月1日         |
| 11   | おそれながら健康診断         | もとひら了 | 安藤敏彦            | 安藤敏彦   | 堤規至   | 2月1日         |
| 12   | エリさまご見学ツアー         | もとひら了 | 高柳哲司            | 小林常夫   | 生野裕子 | 2月8日         |
| 12   | エリさまお許しを             | 桶谷顕     | 高柳哲司            | 高柳哲司   | 堤規至   | 2月8日         |
| 13   | ウルトラギャル               | 水出弘一   | 安藤敏彦            | 安藤敏彦   | 堤規至   | 2月15日        |
| 13   | ライバルかんげいします       | 城山昇     | 青山弘              | 高柳哲司   | 堤規至   | 2月15日        |
| 14   | 危険!タイムトラベル          | 桶谷顕     | 貞光紳也            | 荒川真嗣   | 川崎逸朗 | 2月22日        |
| 15   | ワンダユウは占い師?          | 志村多穂   | 高柳哲司            | 高柳哲司   | 堤規至   | 3月1日         |
| 15   | エリさまは美少女             | 城山昇     | 青山弘              | 安藤敏彦   | 堤規至   | 3月1日         |
| 16   | 科法スキー大作戦             | 城山昇     | 小林常夫            | 小林常夫   | 生野裕子 | 3月8日         |
| 16   | パーピーハウス               | 城山昇     | 小林常夫            | 小林常夫   | 生野裕子 | 3月8日         |
| 17   | 勇士レビと勇士エリ           | もとひら了 | 本郷みつる          | 高柳哲司   | 堤規至   | 3月15日        |
| 17   | くじけていただきます         | 桶谷顕     | 貞光紳也            | 伊吹ひろみ | 川崎逸朗 | 3月15日        |
| 18   | ふしぎな温泉旅行             | 桶谷顕     | 安藤敏彦            | 安藤敏彦   | 堤規至   | 3月22日        |
| 19   | エリさま初レコーディング     | 西村昌子   | 高柳哲司            | 高柳哲司   | 堤規至   | 4月19日        |
| 20   | ラッキーペンダントでスターに | 西村昌子   | 荒川真嗣            | 荒川真嗣   | 川崎逸朗 | 4月26日        |
| 20   | ブルル提督の挑戦             | 水出弘一   | 貞光紳也            | 伊吹ひろみ | 川崎逸朗 | 4月26日        |
| 21   | ステキな星に新築計画?        | 桶谷顕     | 安藤敏彦            | 安藤敏彦   | 高倉佳彦 | 5月3日         |
| 21   | パリのエリおばさま           | 志村多穂   | しのゆきひろ        | 安藤敏彦   | 堤規至   | 5月3日         |
| 22   | ピヨピヨ募金会名誉総裁に     | 西村昌子   | 高柳哲司            | 高柳哲司   | 堤規至   | 5月10日        |
| 22   | どうにもこうにも             | 志村多穂   | 本郷みつる          | 高柳哲司   | 堤規至   | 5月10日        |
| 23   | エリさまはニンジン嫌い       | 城山昇     | 小林常夫            | 小林常夫   | 生野裕子 | 5月17日        |
| 23   | 科法ゴーホーム作戦           | 志村多穂   | 小林常夫            | 小林常夫   | 生野裕子 | 5月17日        |
| 24   | エリ&チンプイカンパニー      | 城山昇     | 荒川真嗣            | 荒川真嗣   | 川崎逸朗 | 5月24日        |
| 24   | 海中撮影したけれど           | 水出弘一   | 貞光紳也            | 伊吹ひろみ | 川崎逸朗 | 5月24日        |
| 25   | おしゃぶり探偵エリ           | もとひら了 | 安藤敏彦            | 安藤敏彦   | 堤規至   | 5月31日        |
| 25   | 見てしまった結婚式           | 志村多穂   | 安藤敏彦            | 安藤敏彦   | 堤規至   | 5月31日        |
| 26   | あの子はだあれ?              | 桶谷顕     | 香川豊              | 高柳哲司   | 富永貞義 | 6月7日         |
| 26   | シンデレラの靴               | もとひら了 | 本郷みつる          | 本郷みつる | 高倉佳彦 | 6月7日         |
| 27   | 温室効果ビームで大切に       | 桶谷顕     | 高柳哲司            | 高柳哲司   | 堤規至   | 6月21日        |
| 28   | 見つかった宇宙人の秘密基地!? | 水出弘一   | 小林常夫            | 小林常夫   | 生野裕子 | 6月28日        |
| 28   | ジャラシーが来た             | 桶谷顕     | 小林常夫            | 小林常夫   | 生野裕子 | 6月28日        |
| 29   | マールい物こわい!            | 西村昌子   | 本郷みつる          | 高柳哲司   | 高倉佳彦 | 7月21日        |
| 29   | エリさまホレルヤ             | 城山昇     | 青山弘              | 高柳哲司   | 堤規至   | 7月21日        |
| 30   | 殿下に負けないで             | 志村多穂   | 山口直樹            | 安藤敏彦   | 富永貞義 | 7月28日        |
| 30   | 天体観測で見つけたものは     | もとひら了 | 安藤敏彦            | 安藤敏彦   | 高倉佳彦 | 7月28日        |
| 31   | マイケルのホームコンサート   | 城山昇     | 貞光紳也            | 貞光紳也   | 川崎逸朗 | 8月2日         |
| 31   | シャッターチャンスを狙え     | 志村多穂   | 高柳哲司            | 高柳哲司   | 堤規至   | 8月2日         |
| 32   | また来たジャラシー           | 桶谷顕     | 石井文子            | 小林常夫   | 生野裕子 | 8月9日         |
| 32   | お妃候補ほたるさま           | 桶谷顕     | 青山弘              | 高柳哲司   | 堤規至   | 8月9日         |
| 33   | ホロロンってだあーれ?        | もとひら了 | 本郷みつる          | 安藤敏彦   | 堤規至   | 8月16日        |
| 33   | ベビーシッターエリちゃん     | 水出弘一   | 米谷良知            | 高柳哲司   | 堤規至   | 8月16日        |
| 34   | 惑星シミュレーター           | 桶谷顕     | 小林常夫 本郷みつる | 小林常夫   | 生野裕子 | 8月23日        |
| 35   | 謎の美少女を探せ             | 桶谷顕     | 香川豊              | 本郷みつる | 高倉佳彦 | 9月6日         |
| 35   | 戦国探検隊                   | 志村多穂   | 安藤敏彦            | 安藤敏彦   | 堤規至   | 9月6日         |
| 36   | 黒い秘密警護官               | もとひら了 | 香川豊              | 本郷みつる | 堤規至   | 9月20日        |
| 36   | エリさまガーデン             | もとひら了 | 高柳哲司            | 高柳哲司   | 高倉佳彦 | 9月20日        |
| 37   | わたしを科法で病気にして!!   | 志村多穂   | しのゆきひろ        | 安藤敏彦   | 富永貞義 | 10月18日       |
| 37   | エリさまは旅行中             | 桶谷顕     | 本郷みつる          | 本郷みつる | 堤規至   | 10月18日       |
| 38   | 小づかい不足の億万長者       | 桶谷顕     | 望月智充            | 高柳哲司   | 堤規至   | 11月1日        |
| 38   | ライバル強化指令             | 山本優     | 高柳哲司            | 高柳哲司   | 堤規至   | 11月1日        |
| 39   | プレゼントをもらえ           | 山本優     | 鴫野彰              | 安藤敏彦   | 高倉佳彦 | 11月8日        |
| 39   | ビックリ結婚占い             | 山本優     | 安藤敏彦            | 安藤敏彦   | 堤規至   | 11月8日        |
| 40   | 約そく固めマイク             | 志村多穂   | 大塚正実            | 高柳哲司   | 堤規至   | 11月15日       |
| 40   | お姉さんがやってきた         | 志村多穂   | 本郷みつる          | 高柳哲司   | 高倉佳彦 | 11月15日       |
| 41   | パパ、念願の運転免許         | 桶谷顕     | 香川豊              | 安藤敏彦   | 堤規至   | 11月22日       |
| 41   | スクープを狙え!              | 水出弘一   | 安藤敏彦            | 安藤敏彦   | 富永貞義 | 11月22日       |
| 42   | 内木君大変身                 | 志村多穂   | 青山弘              | 高柳哲司   | 堤規至   | 11月29日       |
| 42   | 殿下の顔はどんな顔           | もとひら了 | 高柳哲司            | 高柳哲司   | 堤規至   | 11月29日       |
| 43   | スケジューラーでパパパッと   | 桶谷顕     | 善聡一郎            | 本郷みつる | 高倉佳彦 | 12月13日       |
| 43   | 大江山の悪だくみ             | 山本優     | しのゆきひろ        | 本郷みつる | 堤規至   | 12月13日       |
| 44   | なにしにきたんだろう         | 桶谷顕     | 本郷みつる          | 高柳哲司   | 堤規至   | 12月20日       |
| 44   | パーティの後で               | 桶谷顕     | 高柳哲司            | 高柳哲司   | 堤規至   | 12月20日       |
| 45   | わらべ歌の秘宝               | もとひら了 | 原恵一              | 原恵一     | 堤規至   | 1991年 1月10日 |
| 46   | 透明キャップ                 | 志村多穂   | 望月智充            | 本郷みつる | 松本朋之 | 1月24日        |
| 46   | エリさまがいっぱい           | もとひら了 | 本郷みつる          | 本郷みつる | 高倉佳彦 | 1月24日        |
| 47   | ワンダユウの人事異動         | 水出弘一   | 安藤敏彦            | 安藤敏彦   | 堤規至   | 1月31日        |
| 47   | 別荘星はいかが!              | 水出弘一   | 安藤敏彦            | 安藤敏彦   | 堤規至   | 1月31日        |
| 48   | 時空転送!彗星SOS             | 山本優     | 貞光紳也            | 貞光紳也   | 浜名孝行 | 2月7日         |
| 49   | 科法断食祭                   | 城山昇     | 安藤敏彦            | 安藤敏彦   | 堤規至   | 2月14日        |
| 49   | 素敵なバレンタインデー       | 水出弘一   | 安藤敏彦            | 安藤敏彦   | 堤規至   | 2月14日        |
| 50   | エリさま出生の秘密           | 山本優     | 安藤敏彦            | 安藤敏彦   | 高倉佳彦 | 2月21日        |
| 50   | さよならはイヤ               | 城山昇     | 貞光紳也            | 貞光紳也   | 浜名孝行 | 2月21日        |
| 51   | またまたマジローの逆襲       | 志村多穂   | 香川豊              | 高柳哲司   | 松本朋之 | 2月28日        |
| 51   | ベストセラーお願いします     | 西村昌子   | 青山弘              | 本郷みつる | 西村博之 | 2月28日        |
| 52   | GOGOニセモノ大作戦           | 山本優     | 青山弘              | 高柳哲司   | 西村博之 | 3月7日         |
| 52   | わかがえりマッチ             | 西村昌子   | 高柳哲司            | 高柳哲司   | 松本朋之 | 3月7日         |
| 53   | おかしなゴリラ探しツアー     | 桶谷顕     | 貞光紳也            | 貞光紳也   | 樋口善法 | 3月14日        |
| 53   | バブバブの唄が聴こえる       | 桶谷顕     | 貞光紳也            | 貞光紳也   | 樋口善法 | 3月14日        |
| 54   | 宇宙迷子ワケナイ             | 山本優     | 本郷みつる          | 本郷みつる | 西村博之 | 3月21日        |
| 54   | 結ばれたさやかと内木         | 桶谷顕     | 香川豊              | 本郷みつる | 堤規至   | 3月21日        |
| 55   | 名画獲得大作戦               | 志村多穂   | 貞光紳也            | 貞光紳也   | 樋口善法 | 4月11日        |
| 55   | マール星財産の使い道         | 山本優     | 青山弘              | 市野文隆   | 樋口善法 | 4月11日        |
| 56   | レッツゴー銀河レース         | もとひら了 | 本郷みつる          | 本郷みつる | 西村博之 | 4月18日        |
| 56   | はじめまして、ルルロフです   | 桶谷顕     | 本郷みつる          | 本郷みつる | 堤規至   | 4月18日        |

### 放送局
※放送日時は1991年4月終了時点（青森朝日放送については本放送終了後に放映された時間帯）、放送系列は放送当時のものとする。
| 放送地域       | 放送局             | 放送系列                                     | 放送日時                                | 備考                                                              |
| -------------- | ------------------ | -------------------------------------------- | --------------------------------------- | ----------------------------------------------------------------- |
| 関東広域圏     | テレビ朝日         | テレビ朝日系列                               | 木曜 19:30 - 20:00 → 木曜 19:30 - 19:58 | 制作局                                                            |
| 北海道         | 北海道テレビ       | テレビ朝日系列                               | 木曜 19:30 - 20:00 → 木曜 19:30 - 19:58 |                                                                   |
| 宮城県         | 東日本放送         | テレビ朝日系列                               | 木曜 19:30 - 20:00 → 木曜 19:30 - 19:58 |                                                                   |
| 福島県         | 福島放送           | テレビ朝日系列                               | 木曜 19:30 - 20:00 → 木曜 19:30 - 19:58 |                                                                   |
| 新潟県         | 新潟テレビ21       | テレビ朝日系列                               | 木曜 19:30 - 20:00 → 木曜 19:30 - 19:58 |                                                                   |
| 長野県         | テレビ信州         | 日本テレビ系列 テレビ朝日系列                | 木曜 19:30 - 20:00 → 木曜 19:30 - 19:58 | 第54回まで放映。 1991年4月に長野朝日放送の開局に伴い、ANNを脱退。 |
| 長野県         | 長野朝日放送       | テレビ朝日系列                               | 木曜 19:30 - 20:00 → 木曜 19:30 - 19:58 | 第55 - 56回のみ放映。                                             |
| 静岡県         | 静岡けんみんテレビ | テレビ朝日系列                               | 木曜 19:30 - 20:00 → 木曜 19:30 - 19:58 | 現：静岡朝日テレビ。                                              |
| 中京広域圏     | 名古屋テレビ       | テレビ朝日系列                               | 木曜 19:30 - 20:00 → 木曜 19:30 - 19:58 |                                                                   |
| 近畿広域圏     | 朝日放送           | テレビ朝日系列                               | 木曜 19:30 - 20:00 → 木曜 19:30 - 19:58 |                                                                   |
| 広島県         | 広島ホームテレビ   | テレビ朝日系列                               | 木曜 19:30 - 20:00 → 木曜 19:30 - 19:58 | [ 注釈 11 ]                                                       |
| 香川県・岡山県 | 瀬戸内海放送       | テレビ朝日系列                               | 木曜 19:30 - 20:00 → 木曜 19:30 - 19:58 |                                                                   |
| 福岡県         | 九州朝日放送       | テレビ朝日系列                               | 木曜 19:30 - 20:00 → 木曜 19:30 - 19:58 |                                                                   |
| 長崎県         | 長崎文化放送       | テレビ朝日系列                               | 木曜 19:30 - 20:00 → 木曜 19:30 - 19:58 | 第19回から放映。                                                  |
| 熊本県         | 熊本朝日放送       | テレビ朝日系列                               | 木曜 19:30 - 20:00 → 木曜 19:30 - 19:58 |                                                                   |
| 鹿児島県       | 鹿児島放送         | テレビ朝日系列                               | 木曜 19:30 - 20:00 → 木曜 19:30 - 19:58 |                                                                   |
| 青森県         | 青森朝日放送       | テレビ朝日系列                               | 木曜 17:30 - 18:00                      | 本放送終了後、1991年 - 1992年頃に放映。                           |
| 秋田県         | 秋田放送           | 日本テレビ系列                               | 日曜 11:00 - 11:30                      |                                                                   |
| 山形県         | 山形放送           | 日本テレビ系列 テレビ朝日系列                | 金曜 19:00 - 19:30                      |                                                                   |
| 山梨県         | 山梨放送           | 日本テレビ系列                               | 木曜 16:00 - 16:30                      |                                                                   |
| 徳島県         | 四国放送           | 日本テレビ系列                               | 月曜 19:00 - 19:30                      |                                                                   |
| 福井県         | 福井放送           | 日本テレビ系列 テレビ朝日系列                | 月曜 17:00 - 17:30                      |                                                                   |
| 宮崎県         | テレビ宮崎         | フジテレビ系列 日本テレビ系列 テレビ朝日系列 | 火曜 16:00 - 16:30                      |                                                                   |

### 映像ソフト化
TVアニメーション『チンプイ』メモリアルDVD-BOX
2007年12月7日、一年間の期間限定生産としてフロンティアワークスより発売。DVD11枚組(本編10枚・劇場版1枚)。
- 本編映像 - TVアニメーションシリーズ全57回(TVスペシャル含む114話)をDVD10枚に収録
- BOX - DVD-BOXオリジナル描き下ろしによる特製イラストBOX仕様
- インナージャケット - 中公コミックス F.F.ランド・スペシャル「チンプイ」カバージャケットをイメージしたアニメ版描き下ろしイラスト仕様
- 映像特典 - 劇場版『チンプイ エリさま活動大写真』とTV放映時のブリッジアニメをDVD1枚に収録
- 封入特典 - アニメ版『チンプイ』オリジナルサウンドトラックCD＋特製ブックレット(各種設定資料など)
- 予約特典 - チンプイ ラーメンセット(チンプイの絵柄を配したラーメンどんぶり)

TVアニメーション『チンプイ』スペシャルプライスDVD-BOX
2015年5月27日、お求めやすいスペシャルプライスとしてフロンティアワークスより発売。ディスク収録内容はメモリアルDVD-BOXと同じだが、アニメ版『チンプイ』オリジナルサウンドトラックCDや特製ブックレット、予約特典のチンプイ ラーメンセットなどは一切封入されておらずパッケージも全体的に簡易版となっている。
※2025年8月現在、Blu-ray版はリリースされていない。

## 映画

### チンプイ エリさま活動大写真
1990年3月10日、東宝系で公開。『映画ドラえもん のび太とアニマル惑星』と同時上映。マール星からやってきた宇宙人たちが、マール星の王子ルルロフのお妃候補になった少女・春日エリの伝記映画を作るというオリジナルの中篇作品。

#### スタッフ
- 原作 - 藤子・F・不二雄
- 監督 - 本郷みつる
- 脚本 - 桶谷顕
- 絵コンテ - 望月智充、本郷みつる
- 作画監督 - 高倉佳彦
- 美術監督 - 河野次郎
- 撮影監督 - 熊谷正弘
- 録音監督 - 大熊昭
- 音楽 - 田中公平
- 動画チェック - 林敏夫
- 色指定 - 酒井美晴
- 仕上 - トレーススタジオM
- 特殊効果 - 土井通明
- 背景 - スタジオユニ
- 撮影 - 東京アニメーションフィルム
- エリ合成 - 末広孝史、古林一太
- 演出助手 - 高柳哲司
- 編集 - 岡安肇、小島俊彦、中葉由美子、村井秀明、川崎晃洋
- 効果 - 松田昭彦（フィズサウンドクリエイション）
- 整音 - 柴田信弘
- 録音スタジオ - APUスタジオ
- 録音制作 - オーディオ・プランニング・ユー
- タイトル - 道川昭
- 現像 - 東京現像所
- 協力  - じゃんぐるじむ、動画工房、ういん堂、サムタック、京都アニメーション、亜細亜堂
- 制作進行 - 大澤正亨、水島努、斎藤努
- 制作デスク - 山川順一
- プロデューサー - 別紙壮一、茂木仁史、小泉美明、木村純一
- 制作協力 - 藤子プロ、ASATSU
- 制作 - シンエイ動画、小学館、中央公論社、テレビ朝日

#### 映像ソフト化
VHS『藤子不二雄映画全集 第18巻 ドラミちゃん ミニドラSOS!!!／チンプイ エリさま活動大写真』
1989年に東宝より発売。現在は廃盤となっている。
DVD『ドラミちゃん ハロー恐竜キッズ!!／チンプイ エリさま活動大写真』
2005年7月に小学館より発売。その後2011年7月にキャンペーン価格にて廉価版が発売された。
※前述の通り『チンプイ メモリアルDVD-BOX』にも収録されている。

なお、小学館ビデオから発売されたDVDおよびCS放送などの映像は制作当時の4:3スタンダードサイズであるが、『チンプイ メモリアルDVD-BOX』に収録された映像は画面の上下をカットした16:9ワイドサイズになっている。エンドロールはテレビアニメのエンディングテーマである『シンデレラなんかになりたくない』ではなくオープニングの『お願い・チンプイ』に変更されている。

## シアターアニメ
藤子・F・不二雄ミュージアム施設内のFシアターで上映される短編アニメ。

### ドラえもん&チンプイ「エリ様 愛のプレゼント大作戦」
ミュージアム開館3周年の記念日にあたる2014年9月3日から2015年9月2日まで上映。アニメ化としては25年ぶり。キャラクターの声も1989年のテレビアニメ・1990年の映画と同じ出演者が演じている（内木のみ、佐々木望に代わり山本和臣が担当）。
2017年12月から2018年11月30日までの期間限定で高岡市美術館2階の藤子・F・不二雄ふるさとギャラリーでも上映。
スタッフ
- 原作 - 藤子・F・不二雄
- 企画 - 大倉俊輔
- 脚本・絵コンテ・演出 - 八鍬新之介
- 作画監督 - 三輪修、秦洋美
- 制作デスク - 中村和喜
- 制作進行 - 佐藤大真

### チンプイ エリさまのグッドラック
2025年5月21日から上映。メインキャラクターの声優陣が一新された。
スタッフ
- 原作 - 藤子・F・不二雄
- 監督 - 依田伸隆
- 脚本 - 芹川梓
- キャラクターデザイン - 浅野直之
- 音楽 - 荘子it（Dos Monos）

## 『ドラえもん』との関連
『ドラえもん』と競演する関連作品が複数制作されている。
27話「温室効果ビームで大切に」（1990年6月21日）
春日家のテレビにドラえもんの歌と共にドラえもんが登場。
『藤子・F・不二雄スペシャル〜ドラえもん＋チンプイ〜』（1989年）
テレビ放映作品。ドラえもんとチンプイの共演作品。
大長編『ドラえもん のび太の日本誕生』（1989年）
七万年前に日本に移住したククルがのちに初めて日本へ移住してきた原始人グループのリーダーになり、エリはその子孫である。当時の日本にはククルの部族以外に人間がいないため、チンプイは彼を初代日本王と扱っていた。
なお、本作の映画と同時上映となった『ドラえもん のび太とアニマル惑星』は、『ドラえもん のび太の日本誕生』の翌年の作品である。
『春一番!日本一のアニメ祭り』（1991年）
アニメ終了間際の3月6日に『水曜スーパーキャスト』で放送。エリとチンプイがドラえもん・野比のび太・ドラミ、さらに当時のテレビ朝日系アニメキャラクターと共演している。
映画『2112年 ドラえもん誕生』（1995年）
映画監督のビルーカスとコビウリが登場。本作の映画にてビルーカスを演じた声優の大塚周夫は、『ドラえもん誕生』でも別の役で出演している。
ドラえもん『藤子・F・不二雄 生誕80周年記念 タイムマシンがなくなって大ピンチドラえもん冬の1時間スペシャル』（2013年12月6日）
｢超巨大どら焼き作り｣にて、チンプイ、春日エリ、ワンダユウが他の藤子キャラクターと共演。
ドラえもん『ドラえもんアニメ祭りスペシャル』（2014年8月1日）
｢なんでも空港｣にて、チンプイ、春日エリ、ワンダユウが他の藤子キャラクターと共に登場。